# Hans Christian Hagedorn
 (janvier 2025).
Si vous disposez d'ouvrages ou d'articles de référence ou si vous connaissez des sites web de qualité traitant du thème abordé ici, merci de compléter l'article en donnant les références utiles à sa vérifiabilité et en les liant à la section « Notes et références ».
Hans Christian Hagedorn (6 mars 1888 - 6 octobre 1971) est le créateur de l'insuline NPH et le fondateur de Nordisk Insulinlaboratorium, aujourd'hui connu sous le nom de Novo Nordisk.

## Vie et éducation précoces
Hagedorn est né à Copenhague. Son père était le capitaine d'un caboteur adapté pour servir de navire-école populaire où les aspirants marins recevaient une formation à la navigation ainsi qu'à d'autres sujets. Hagedorn a fréquenté l'école latine de Hesselager sur l'île de Funen. En 1916, il a commencé à étudier la médecine à l'université de Copenhague. Pendant ses études, il travaille comme assistant de Carl Julius Salomonsen. Il assiste également Christian Bohr.

## Carrière
Hagedorn et August Krogh (1874-1949) obtiennent les droits de l'insuline de Frederick Banting et Charles Best de Toronto. En 1923, ils créent le Nordisk Insulinlaboratorium et, en 1926, avec August Krogh, il obtient une charte royale danoise en tant que fondation à but non lucratif.
Dans les années 1930, il s'intéresse à la modification du taux d'absorption de l'insuline. Il savait que les protéines contaminantes ralentissaient l'absorption de l'insuline dans le sang, mais qu'elles provoquaient des irritations et des effets secondaires. Il a donc cherché une protéine qui ne causerait pas d'irritation. Il a découvert la protamine, une protéine isolée du sperme de poisson. Hagedorn a découvert que l'ajout de protamine à l'insuline entraînait la formation d'amas microscopiques. Ces amas mettent plus de temps à se dissoudre dans la circulation sanguine. Ce complexe de protamine et d'insuline est connu sous le nom de NPH (neutral protamine Hagedorn). Il s'agit de l'un des premiers exemples d'ingénierie de l'administration de médicaments.

## Le prix Hagedorn
Le prix Hagedorn, qui porte le nom de Hans Christian Hagedorn, récompense les réalisations dans le domaine de la compréhension et du traitement du diabète. Les travaux de Hagedorn ont fait progresser de manière significative la qualité de la production d'insuline et le traitement du diabète, ce qui fait de ce prix un hommage à son héritage dans ce domaine. Le prix Hagedorn est reconnu comme la récompense la plus prestigieuse en médecine interne au Danemark.